# Supersena
A Supersena foi uma modalidade de loteria criada e realizada pela Caixa Econômica Federal, criada em 10 de abril de 1995. A principal característica da Supersena é o fato de ter dois sorteios. O apostador tinha duas chances de acertar as dezenas, uma na primeira faixa de premiação (ganha quem acertar as seis dezenas), e outra na segunda faixa (ganha quem acertar a maior quantidade de dezenas sorteadas).
O apostador escolhia de seis a quinze números, entre os 48 disponíveis no volante, e participava de dois sorteios por concurso. 
Os sorteios eram realizados duas vezes por semana, às quartas-feiras e aos sábados, no Caminhão da Sorte, em locais públicos, ou no auditório da sede da Caixa, em Brasília.
Os bilhetes podiam ser adquiridos nas Casas Lotéricas da Caixa. O apostador recebia o bilhete emitido pelo sistema on-line de captação de apostas.

## Probabilidades de acerto
Jogando seis dezenas, as probabilidades de acerto são:
- 6 acertos (Sena): 1 em 12.271.512
- 5 acertos (Quina): 1 em 48.696